# Отряд (родник)
Отря́д — родник близ села Моховое Аннинского района Воронежской области России.
Назван по базировавшемуся ранее здесь тракторному отряду местного сельхоза села Моховое.

## Описание
Источник расположен в 4 км восточнее села Моховое в логу Студенец. Вода в роднике чистая и свежая. Глубина родника около 2 м. К роднику имеются удобные подъезды. Источник является постоянно действующим и нисходящим. Расположен на абсолютной высоте 100 м.
В настоящее время родник не оборудован.